# Slaget vid Korbach
Slaget vid Korbach utkämpades den 10 juli 1760 under det sjuåriga kriget. Fransmännen under marskalk Victor-François de Broglie besegrade Hannoverianerna, britterna och deras allierade under huvudsaklig ledning av Ferdinand av Braunschweig

## Upptakt
Staden Korbach är en Hansastad i Waldeck-Frankenberg i norra Hessen i Tyskland som ligger på en höjd ca 400 meter över slättlandet. Den ligger även nära staden Kassel i Tyskland. Höjden sträcker sig från ca 1,5 km öster om Korbach till skogen vid Berndorf. Fler vägar leder genom och korsas i själva staden. Flera stora styrkor från båda sidor uppehöll sig i detta område. Frankrikes huvudstyrka under Victor-François de Broglie, marskalk av Frankrike, befann sig ca 30 km söder om Frankenburg, medan huvudstyrkan för de allierade under Ferdinand av Braunschweig uppehöll sig vid Sachsenhausen 10 km österut. De Broglie hade fått order om att rycka fram mot Hannover i norr genom Hessen och fransmännen vid Korbach befann sig bara 40 km väster om Kassel, Hessens huvudstad. 
Den 4 juli beordrade de Broglie Claude-Louise de Saint-Germain, som då var i Dortmund, till Korbach för att förena sig med den franska huvudarmén. 
Själva Korbach hade tidigare erövrats den 9 juli av general Nicolas Luckner, kommendören för ett hannoveranskt lättkavalleri, men hans mindre styrka på fyra skvadroner och en bataljon hessiska jägarförband drevs ut tidigt den 10 juli av St. Germains förtrupp. Ferdinand sände Karl Vilhelm Ferdinand, arvprinsen i Braunschweig, med en blandad styrka av britter, hannoveraner, hesser och andra för att återerövra Korbach, samt slå St. Germains kår och hindra att de två franska arméerna förenade sig här. Han lät Lord Granby kommendera armén i Sachsenhausen. Ferdinand själv marscherade med en stor styrka till Wildungen. Arvprinsen marscherade från Sachsenhausen och anlände till höjderna vid Korbach kl. 9 på morgonen. 
Den brittiska delen av styrkan kommenderades av generalmajor John Griffin och ska ha bestått av åtminstone fyra bataljoner infanterister, fem kavalleriskvadroner och en brigad med 18 kanoner under kapten Charlton. Därtill fanns det nitton bataljoner infanterister och fjorton kavalleriskvadroner från de övriga allierade. Dessutom var Luckner i närheten. 
Saint Germain kommenderade inledningsvis två brigader från de la Tour-du-Pin och la Couronne, följt av brigaderna Royal-Suédois och de Catelola (3 schweiziska regementen) och blev senare förstärkt av Navare och du Roi. Uppfattningen vad gäller omfattningen av förstärkningen varierar från så lågt som 10 bataljoner och 15 skvadroner på omkring 7 000 man, upp till 10 000 man fördelade på sex brigader och 17 skvadroner. 

## Slaget

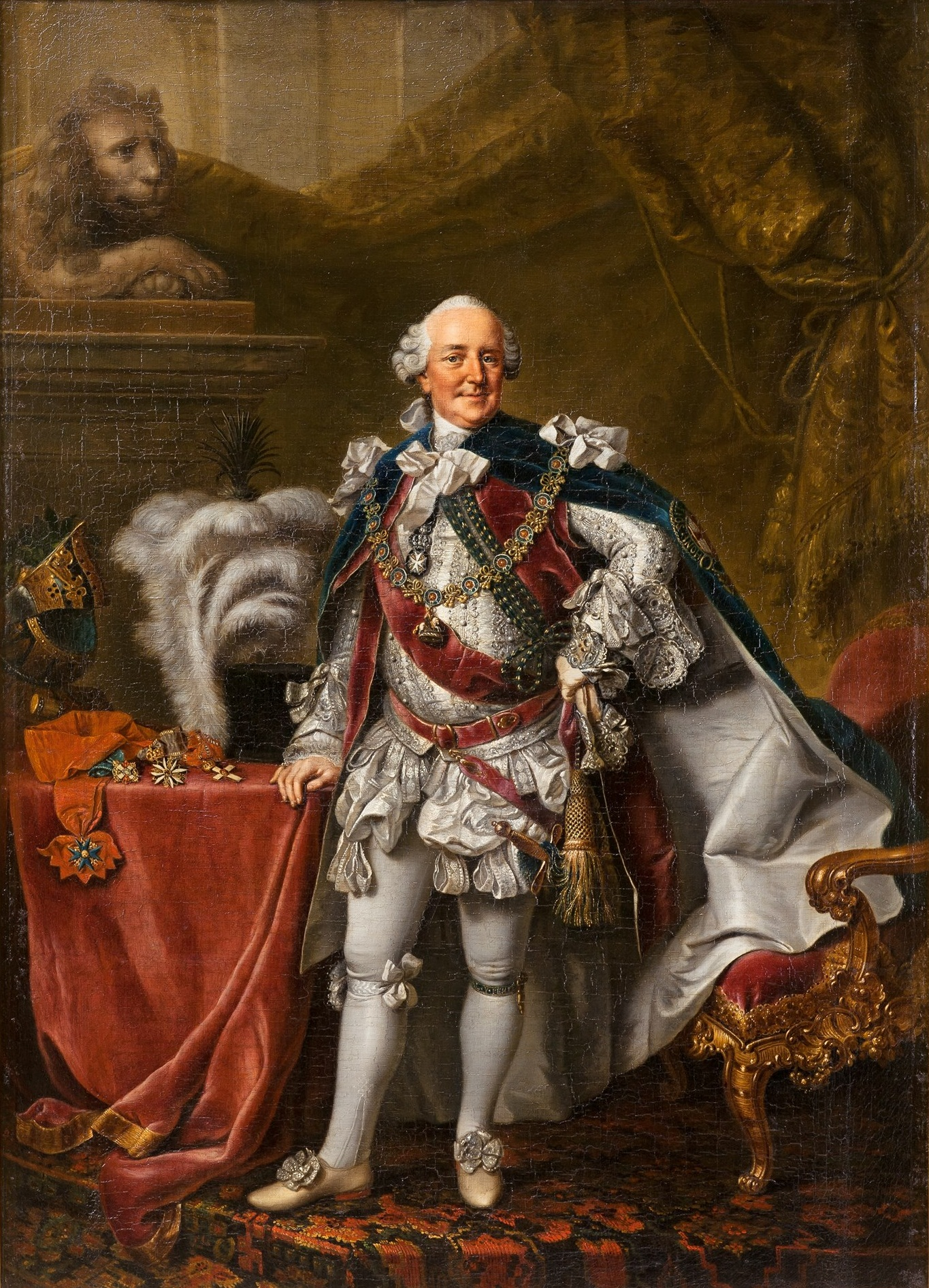
Arvprinsen Karl Vilhelm Ferdinand av Braunschweig.

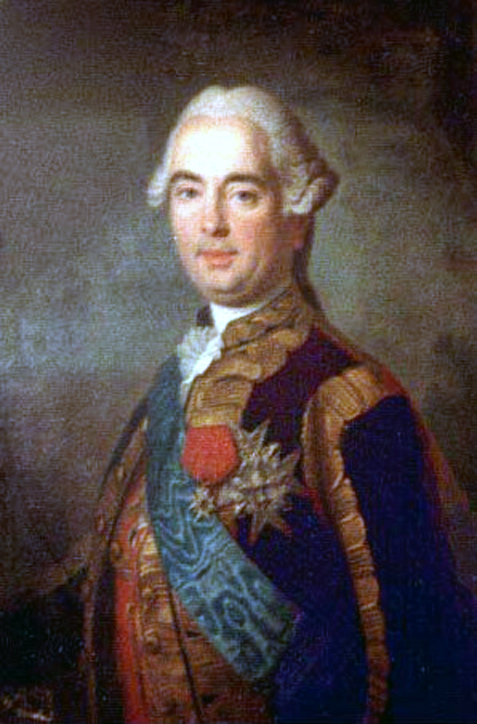
Duc de Broglie.

St. Germain kommenderade fyra infanteribataljoner till staden Korbach. Resten av kåren, infanteriartilleriet och kavalleriet dök upp på Korbachhöjderna, norr och öster om Berndorfskogarna, där han placerade ut några lätta trupper. Arvprinsens kår intog ställning och gick genast till attack. Den franska ställningen gjorde att han var tvungen att lämna sin vänstra bakflank öppen för franska förstärkningar från norr. 
Slaget började med att de allierade anlände kl. 09.00 och några husarer hade några mindre skärmytslingar på båda sidor. Kanonaden varade hela dagen med förnyad infanterield från den franska sidan. Striden blev speciellt intensiv längs vägen mellan två skogar på åsen mellan Korbach och Berndorfskogen, där fransmännen förorsakade de allierade problem. Efter att de franska reserverna kommit från norr valde prinsen att dra sig tillbaka. 
Under reträtten utbröt förvirring hos det allierade infanteriet och kavalleriet och fransmännen ökade kanonelden och attackerade med en stor kavalleristyrka. De allierade drog sig tillbaka ca kl. 15.00 på eftermiddagen med en viss oreda. Två brittiska kavalleriskvadroner hedrades för att ha räddat nästan hela styrkan. Två brittiska kavalleriregementen och två brittiska infanteriregementen täckte återtåget, men de kunde inte förhindra att de förlorade 18 kanoner till fransmännen. 

## Efterverkningar
Slaget vid Korbach var sjuåriga krigets första slag under år 1760. Den franska segern och det faktum att De Broglie tog initiativet tidigt under året gjorde att de kunde rycka vidare framåt och utnyttja fördelarna de fick i Tyskland, trots de många nederlagen mot arvprinsen och Ferdinand i Emsdorf och Warburg. Den marginella franska segern vid Kloster Kampen senare i oktober gjorde att britterna förlorade allt hopp om att avsluta kriget till sin fördel år 1760, trots framgången i Amerika.